# Estadio Francisco Mendoza Pizarro
El Estadio Francisco Mendoza Pizarro es un estadio de fútbol que se encuentra en la ciudad de Olmos en provincia de Lambayeque, dentro del departamento de Lambayeque en Perú. El recinto cuenta con grass natural posee tres tribunas; Occidente, Oriente y Sur lo que le permite albergar 5000 espectadores convirtiéndose en el segundo estadio más importante de la región, detrás del Elías Aguirre.
Fue inaugurado bajo el nombre de Estadio Monumental de Olmos el 8 de julio de 2012 con un triunfo de Los Caimanes por 1-0 sobre Atlético Minero en un encuentro válido por la fecha 9 del torneo de Segunda División. Cabe destacar que para este encuentro las obras del estadio no estaban completamente terminadas.
Al año siguiente recibió por primera vez un encuentro de Primera División entre Juan Aurich y Melgar con triunfo local por 2-1. Los chiclayanos se mudaron a este recinto para aprovechar el buen estado del campo. El récord de asistencia en este estadio se marcó el 3 de marzo del mismo año cuando Juan Aurich recibió a Sporting Cristal, se registraron 4715 espectadores ese día que además marcó el estreno de la tribuna popular.
Durante el 2014 fue usado por Los Caimanes y Willy Serrato en algunos de sus partidos de local en los torneos de Primera y Segunda División.

## Partidos internacionales
Partidos Internacionales oficiales albergados
| Encuentro              | Torneo                 |
| ---------------------- | ---------------------- |
| Juan Aurich 2-3 Itagüí | Copa Sudamericana 2013 |